# Wilhelm Ehringhausen
Wilhelm „Willy“ Ehringhausen (* 28. März 1868 in Münster, Provinz Westfalen; † 1933 in München) war ein deutscher Landschaftsmaler und Grafiker.

## Leben
Ehringhausen war zunächst Schüler von Josef Huber-Feldkirch und Heinrich Knirr, ehe er sich am 13. Februar 1894 zum Studium an der Königlichen Akademie der Bildenden Künste in München einschrieb. An der Akademie war er Schüler von Johann Caspar Herterich und Adolf Fehr. 1895/1896 weilte er in Rom und verkehrte dort in Kreisen des Deutschen Künstlervereins. Dann lebte er wieder in München.
Anfangs Landschaftsmaler etablierte er sich später als Reproduktionsgrafiker und schuf Buchschmuck, Postkarten und dergleichen. Hervorhebenswert sind seine Arbeiten als Exlibris-Künstler.